# میل (یکای انگلیسی)
میل (به انگلیسی: Mil) یا ثو (به انگلیسی: Thou) واحدی اندازه گیری برابر ۰٫۰۰۱ اینچ است.
نخستین استفاده از این واحد به جوزف ویتوورث نسبت داده میشود.